# Лагос, Иларио (сын)
Иларио Лагос (исп. Hilario Lagos; ноябрь 1840, Пергамино, Аргентина — ноябрь 1895, Буэнос-Айрес, Аргентина) — аргентинский военный, отличившийся в аргентинских гражданских войнах, в борьбе с коренным населением и в Парагвайской войне.

## Биография
Родился в ноябре 1840 года в Пергамино, провинция Буэнос-Айрес. Сын известного аргентинского генерала Иларио Лагоса (1806—1860). Он учился в Республиканской школе Буэнос-Айреса, а затем в артиллерийской школе офицеров Консепсьон-дель-Уругвай.
В 1856 году он вступил в армию Аргентинской конфедерации и служил в гарнизоне Консепсьон-дель-Уругвай. Он сражался в звании капитана в битве при Сепеде и участвовал в кампании в поддержку федерального вмешательства, предписанного президентом Сантьяго Дерки в провинцию Кордова. Он участвовал в битве при Павоне в 1861 году.
Федеральная армия была распущена и вошла в состав национальной армии, организованной на базе армии государства Буэнос-Айрес. В 1862 году он был помощником генерала Венсеслао Паунеро во время кампании против федералистов во внутренних районах страны. После короткой кампании в регионе Гран-Чако, в 1863 году он столкнулся с монтонерами Чачо Пеньялосы в Ла-Риохе, Кордове и Сан-Луисе.
В 1866 году он отправился на Парагвайскую войну в качестве помощника президента Бартоломе Митре и принял участие в нескольких незначительных сражениях. В 1868 году он вернулся вместе с президентом в Буэнос-Айрес. Его отправили на границу с индейцами в качестве командира 2-го кавалерийского полка, стоявшего гарнизоном на юге Кордовы, в форте Ла-Карлота. Там он стал первым военачальником, одержавшим сокрушительную победу над племенем Ранкель под предводительством касика Мариано Росаса.
В 1872 году он был направлен на север провинции Буэнос-Айрес и сразу же одержал крупную победу над вождем Пинсеном. В 1873 году он был назначен вождем северной и центральной границы провинции, а также разгромил индейцев Игнасио Коликео, которые совершали мелкие набеги на территорию белых.
Он участвовал в кампании против революции 1874 года, сражаясь против индейцев, союзных Митре, в Лас-Флорес, Пасо-дель-Гуаличо, Качари, Олаваррии и Бланка-Гранде. В этом последнем сражении он взял в плен вождя Сиприано Катриэля. Затем он присоединился к Хосе Иносенсио Ариасу в преследовании Митре, пока не догнал его войска и не принял участие в капитуляции армии повстанцев после решительной победы при Ла-Верде.
Последующие годы он провел в должности командующего пограничной охраной провинции. Его офицеры и солдаты любили и уважали его больше, чем его начальники, за его строгую дисциплину по отношению ко всем, включая его самого, а также за его мужество, которое он не путал с бессознательностью.
В 1878 году он был главой национальных сил во время федеральной интервенции в провинцию Корриентес. В 1879 году он принял участие в Завоевании пустыни, организованном военным министром генералом Хулио Архентино Рокой. Он был одним из самых выдающихся лидеров этой кампании и добился огромной победы, захватив около 500 пленных, в основном женщин и детей.
В 1880 году он был избран народным депутатом, в связи с чем подал прошение об увольнении из армии. Он присоединился к революции губернатора Карлоса Техедора против президента Николаса Авельянеды и возглавил силы Буэнос-Айреса в битве при Корралес-Вьехос. В конце концов его уволили из армии и исключили из Палаты депутатов.
С одобрения Сената страны он был восстановлен в армии в 1883 году. Некоторое время он был инспектором границ провинций Сальта и Жужуй. Он участвовал в нескольких небольших кампаниях в Гран-Чако. В 1890 году он был народным депутатом и преподавателем в Национальном военном колледже.
Иларио Лагос скончался в 1895 году в Буэнос-Айресе.